# Saint-Germain-les-Belles
Saint-Germain-les-Belles – miejscowość i gmina we Francji, w regionie Nowa Akwitania, w departamencie Haute-Vienne.
Według danych na rok 1990 gminę zamieszkiwało 1079 osób, a gęstość zaludnienia wynosiła 29 osób/km² (wśród 747 gmin Limousin Saint-Germain-les-Belles plasuje się na 112. miejscu pod względem liczby ludności, natomiast pod względem powierzchni na miejscu 100.).

## Populacja

Populacja Saint-Germain-les-Belles w latach 1962–2008